# Kutscherfeldův palác
Kutscherfeldův palác je nejmenší rokokový palác v hlavním městě Slovenska Bratislavě, nacházející se na rohu Sedlárské ulice 7 a Hlavního náměstí 7. Postaven byl v roce 1762, a to na místě tří starších domů.

## Historie

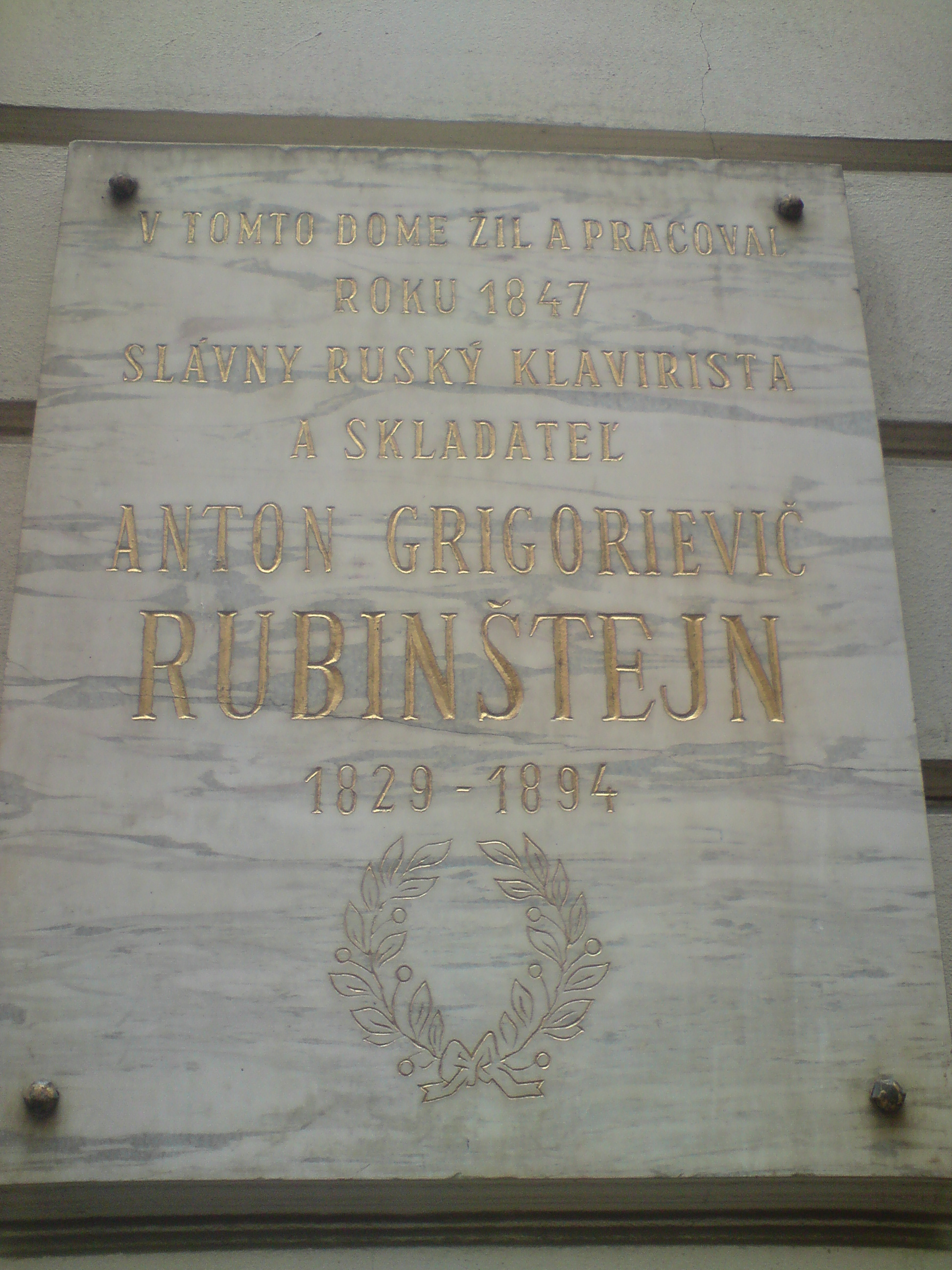
Pamětní deska na paláci

Palác dal postavit Leopold von Kutscherfeld, správce císařských majetků v Mosonmagyarováru. Později jej prodal hraběti Imrichovi Eszterházymu. V objektu dnes sídlí velvyslanectví Francie a Francouzský institut.
Na domě je umístěna pamětní deska z roku 1959, že zde žil a pracoval ruský skladatel a klavírista Anton Grigorievič Rubinštejn (1829–1894).
Starý měšťanský dům vystřídal na konci 17. století a v první polovině 18. století několik majitelů, kteří si svoje podíly v domě navzájem prodávali. V roce 1679 prodal Ján Wulpinusz a jeho manželka Rosina Wulpinuszová (rozená Radingerová) svůj podíl na domu Jozefovi Segnerovi a jeho manželce Anně Segnerové (rod. Ernyeyové) za 2000 forintů. V roce 1700 byl Jozef Segner už majitelem větší části domu. Další významný mezník v dějinách tohoto objektu představuje 17. září 1711, kdy lékárník Ján Juraj Peltz odkoupil za 900 forintů Gottmanovu část domu. Ján Juraj Peltz pokračoval v aktivitě – v roce 1716 mu svoji část domu prodala Zuzana Puschová za 1000 forintů a 23. března 1719 městský soudce Jozef Segner za 4000 forintů. Nakonec se v roce 1722 celý dům stal vlastnictvím lékárníka Jána Juraja Peltze, který jej v roce 1746 prodal lékárnikovi Jánovi Tomášovi Stellingovi za 10 000 zlatých. Od Jána Tomáše Stellinga dům odkoupil měšťan Leopold von Kutscherfeld, který dům přestavěl na rokokový palác. Ve vlastnictví jeho rodu se palác nacházel až do konce 18. století. V roce 1813 palác odkoupil hrabě Imrich Esterházy a rodina Esterházyů vlastnila palác až do konce 19. století.
Leopold von Kutscherfeld byl vlivný správce magyaróvárských majetků. Šlechtický titul a erbovní listinu udělila (úředníkovi komory) Leopoldu von Kutscherfeldovi 1. března 1763 rakouská císařovna Marie Terezie. V roce 1760 se Leopold von Kutscherfeld stal členem Uherské komory a ředitelem pokladnice v Mosonmagyarováru.

## Architektura
Jedná se o třípodlažní budovu s dispozicí čtyř křídel okolo centrálního nádvoří. Nad portálem není umístěn erb ani jednoho z majitelů paláce. Palác vznikl v roce 1762 na místě dvou středověkých parcel (podle některých zdrojů tří domů) s použitím zdiva z předcházejících staveb. Domy byly okolo roku 1600 propojeny a části sklepení byly zaklenuty na střední sloup. Po přestavbě byl palác vyzdoben architektonickými a výtvarnými detaily, reprezentačním schodištěm s dekorativními mřížemi. Autorem projektu byl pravděpodobně Jakub Fellner z Fellenthalu.